# 張萊
張萊（1463年—1517年），字廷心，南直隸鎮江府丹徒縣人，明朝政治人物。

## 生平
張萊本姓雷，是漢川縣教諭雷表之子，他個性聰敏有氣局，讀書過目不忘，毅然立志發揚聖賢之學，為諸生時跟隨丁璣學習，經驗日益擴充，弘治五年（1492年）壬子科應天鄉試舉人，正德九年（1514年）甲戌科進士，授戶部主事，管理糧倉，宦官不敢放肆。奉命宣諭南京督糧，獲賜璽書表揚稱職。平時教人以經學為先、主敬窮理為要，詩文謙虛淡泊，悉從義理，曾以「心庵」稱其居所，因以自號，正德十二年（1517年）卒於官，享年五十五歲。

## 事跡
張萊為人孝友，居喪期間，遵從古禮。幼弟患膿瘡，張萊用嘴吸吮作治療。

## 引用
1. ↑  光緒《丹徒縣志·卷二十二·科目》：進士……明……正德九年甲戌科 唐皋榜 張萊 二甲四十二名，戶部主事，見儒林……舉人……明……宏治五年壬子科 顧清榜…… 張萊 見進士
2. 1 2  同治《湖州府志·卷七十二·人物傳》：張萊，字廷心，本姓雷氏，父表漢川儒學教諭，萊性穎敏有氣局，讀書終身不忘，明經飭行毅然淬志於聖賢之學，從補齋丁璣游，體驗擴充學益以邃。正德甲戌成進士，授戶部主事，司國儲諸糧倉，宦豎帖然不敢肆，敕留都宣諭委督糧畿甸，賜璽書計課潯陽悉稱職。萊孝友肫篤，居憂恪遵古禮，少弟患癰至以口吮之，教人必以經學為先，以主敬窮理為要，其為詩文簡古沖澹，悉根義理，嘗以心庵顏其室因以自號，正德丁丑卒於官，年五十有五。 賴貴撰墓誌